# Loxura fuscicaudata
Loxura fuscicaudata är en fjärilsart som beskrevs av Hans Fruhstorfer 1912. Loxura fuscicaudata ingår i släktet Loxura och familjen juvelvingar. Inga underarter finns listade i Catalogue of Life.